# 마르코프차

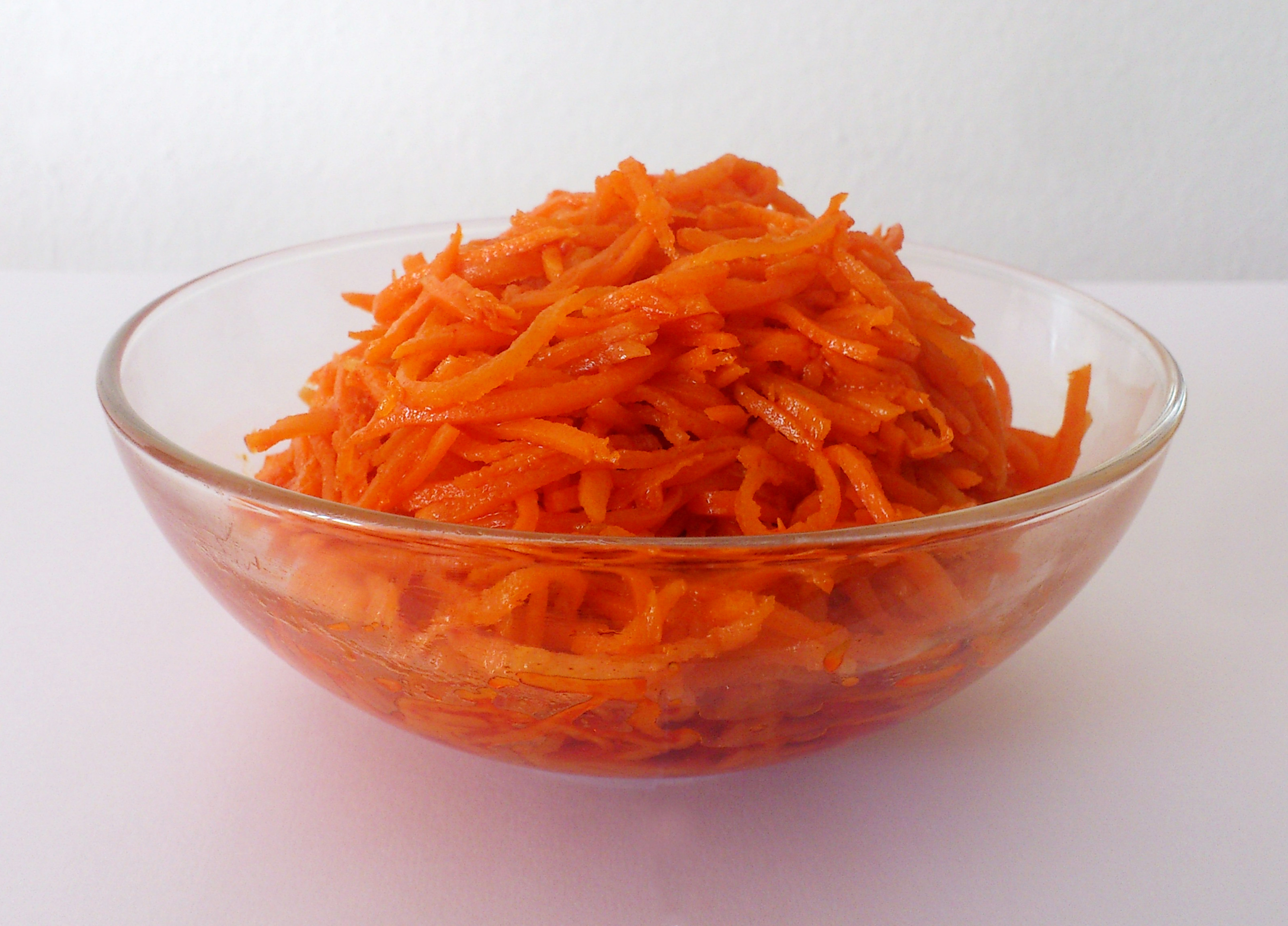
한국식 당근의 모습.

마르코프차(고려말: марков-ча) 또는 마르코프채는 고려인들이 무 대신에, 채썬 당근으로 담근 김치이다. 느끼한 러시아와 중앙아시아의 음식과 궁합이 잘 맞아 구 소련권 전역에 퍼졌다. 구 소련 출신의 사람들은 자기가 알던 당근 김치가 한국에 없다는 사실에 놀라는 경우가 많다고 한다.

## 명칭
고려말 "마르코프차(марков-ча)"는 러시아어로 "당근"을 뜻하는 "모르코피(морковь)"에 "반찬"을 뜻하는 한국어 "채(菜)"를 붙인 말이다. 러시아어권에서는 흔히 한국식 당근(러시아어: морковь по-корейски 모르코피 포코레이스키[*]) 또는 한국식 당근 샐러드(우즈베크어: Koreyscha sabzili salat 코레이스차 사브질리 살라트)으로 불린다.

## 역사
19세기 후반  연해주에는 평안도와 함경도에서  마을 단위로 이주를 해온 조선인들이 많았다. 러시아 제국 입장에서는 청나라와 상관도 없는 고려인들이 연해주로 이주하는 것이 나쁘지 않았다. 유럽쪽에서 연해주까지 이주하는 사람은 적었기 때문이다. 그러나 일본 제국과의 대립이 고조되면서 고려인과 일본을 분리할 필요가 있다고 느낀 이오시프 스탈린은 연해주의 18만 고려인들을 중앙아시아로 강제이주시키는 정책을 펼쳤다.
화물차를 타고 강제이주한 고려인들은 카자흐스탄 등 중앙아시아에 모두 흩어졌으며, 중앙아시아의 첫 겨울을 보내며 많은 고려인들이 목숨을 잃었다. 그러나 고려인들은 악착같이 농사에 성공했고 성공적으로 정착했다. 그러나 김치를 담글 재료가 없었다. 고려인들은 대부분 평안도와 함경도 출신이었는데, 이곳은 주로 무로 김치를 담근다. 덕분에 고려인들은 중앙아시아에서도 농사가 되며 무와 같은 뿌리 채소중 무와 가장 비슷한 당근으로 김치를 만들기 시작했다. 이것이 마르코프차의 기원이다.

## 같이 보기
- 카로트 라페